# Spisek w New Hope
Spisek w New Hope (ang. Conspiracy) – amerykański film sensacyjny z 2008 roku w reżyserii Adama Marcusa.

## Opis fabuły
Weteran wojny w Iraku, William MacPherson (Val Kilmer), przyjeżdża do New Hope. Został ranny i chce odpocząć na ranczu przyjaciela. Czeka go przykra niespodzianka. Żołnierz przekonuje się, że jego znajomy zniknął. Co więcej, żaden z mieszkańców miasteczka nawet o nim nie słyszał. William postanawia rozwikłać tę zagadkę. Trafia na trop spisku, w który zamieszane są miejscowe władze i policja.

## Obsada
- Val Kilmer jako MacPherson
- Gary Cole jako Rhodes
- Jennifer Esposito jako Joanna
- Jay Jablonski jako agent Foster
- Greg Serano jako Miguel Silva
- Stacy Marie Warden jako Carly
- Christopher Gehrman jako E. B.
- Bob Rumnock jako szeryf Bock